# Asplenium × litardierei
Asplenium × litardierei là một loài dương xỉ trong họ Aspleniaceae. Loài này được Bennert & D.Meyer mô tả khoa học đầu tiên năm 1975.
Danh pháp khoa học của loài này chưa được làm sáng tỏ. 